# دریاچه تلتسکویه
دریاچه تلتسکویه (به لاتین: Lake Teletskoye) یک دریاچه در روسیه است که در جمهوری آلتای واقع شده‌است.